# Championnat de Yougoslavie de football 1955-1956
Navigation
Saison précédente Saison suivante
La saison 1955-1956 du Championnat de Yougoslavie de football est la vingt-septième édition du championnat de première division en Yougoslavie. Les quatorze meilleurs clubs du pays prennent part à la compétition et sont regroupées en une poule unique où chaque formation affronte deux fois ses adversaires, à domicile et à l'extérieur. En fin de saison, les deux derniers du classement sont relégués et remplacés par les deux meilleures équipes de deuxième division.
C'est le club de l'Étoile rouge de Belgrade qui remporte la compétition, en terminant en tête du classement final, avec cinq points d'avance sur le Partizan Belgrade et neuf sur le FK Radnički Jugopetrol Belgrade. C'est le 3e titre de champion de Yougoslavie de l'histoire du club.
Le tenant du titre, le Hajduk Split, rate complètement sa saison en terminant à la 12e place, à 17 points de l'Étoile rouge.

## Les clubs participants
| - Partizan Belgrade - Dinamo Zagreb - Étoile rouge de Belgrade - Hajduk Split - BSK Belgrade - FK Vojvodina Novi Sad - NK Zagreb | - FK Zeljeznicar Sarajevo - Velez Mostar - Promu de D2 - FK Radnički Jugopetrol Belgrade - FK Sarajevo - Buducnost Titograd - Promu de D2 - Spartak Subotica - Proleter Zrenjanin |

## Compétition

### Classement
Le classement est effectué en utilisant le barème classique (victoire à 2 points, match nul un point, défaite zéro point).
| Rang | Équipe                          | Pts | J  | G  | N | P  | Bp | Bc | Diff |
| ---- | ------------------------------- | --- | -- | -- | - | -- | -- | -- | ---- |
| 1    | Étoile rouge de Belgrade        | 40  | 26 | 16 | 8 | 2  | 62 | 29 | +33  |
| 2    | FK Partizan Belgrade            | 35  | 26 | 14 | 7 | 5  | 65 | 35 | +30  |
| 3    | FK Radnički Jugopetrol Belgrade | 31  | 26 | 13 | 5 | 8  | 54 | 45 | +9   |
| 4    | Dinamo Zagreb                   | 28  | 26 | 12 | 4 | 10 | 42 | 47 | -5   |
| 5    | FK Vojvodina Novi Sad           | 27  | 26 | 9  | 9 | 8  | 57 | 41 | +16  |
| 6    | FK Sarajevo                     | 27  | 26 | 12 | 3 | 11 | 47 | 48 | -1   |
| 7    | Velez Mostar (P)                | 25  | 26 | 8  | 9 | 9  | 42 | 41 | +1   |
| 8    | NK Zagreb                       | 24  | 26 | 10 | 4 | 12 | 45 | 39 | +6   |
| 9    | Spartak Subotica                | 24  | 26 | 8  | 8 | 10 | 43 | 44 | -1   |
| 10   | BSK Belgrade                    | 24  | 26 | 8  | 8 | 10 | 41 | 45 | -4   |
| 11   | Buducnost Titograd (P)          | 24  | 26 | 10 | 4 | 12 | 46 | 58 | -12  |
| 12   | Hajduk Split (T)                | 23  | 26 | 9  | 5 | 12 | 52 | 39 | +13  |
| 13   | FK Zeljeznicar Sarajevo         | 21  | 26 | 7  | 7 | 12 | 33 | 54 | -21  |
| 14   | Proleter Zrenjanin              | 11  | 26 | 5  | 1 | 20 | 30 | 94 | -64  |

|  | Qualification pour la Coupe d'Europe des clubs champions 1956-1957 et la Coupe Mitropa 1956 |
|  | Qualification pour la Coupe Mitropa 1956                                                    |
|  | Relégation directe en deuxième division                                                     |
|  | (T) : Tenant du titre (P) : Promu de deuxième division                                      |

## Bilan de la saison
| Championnat de Yougoslavie de football 1955-1956                        |                                     |
| Champion                                                                | Étoile rouge de Belgrade (3e titre) |
| Coupes et trophées                                                      |                                     |
| Vainqueur de la Coupe de Yougoslavie 1955-1956                          | Non disputée                        |
| Qualifications continentales                                            |                                     |
| Coupe d'Europe des clubs champions 1956-1957                            | Étoile rouge de Belgrade            |
| Coupe Mitropa 1956                                                      | Étoile rouge de Belgrade            |
| Coupe Mitropa 1956                                                      | Partizan Belgrade                   |
| Promotions et relégations                                               |                                     |
| Promus en Prva Liga                                                     | FK Vardar Skopje                    |
| Promus en Prva Liga                                                     | Lokomotiva Zagreb                   |
| Relégués en Championnat de Yougoslavie de football de deuxième division | FK Zeljeznicar Sarajevo             |
| Relégués en Championnat de Yougoslavie de football de deuxième division | Proleter Zrenjanin                  |